# Monarchie des Nordens

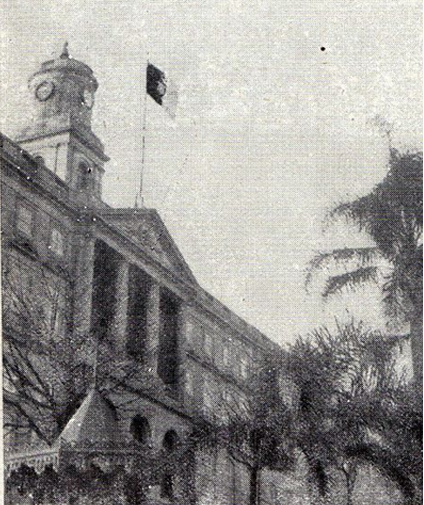
Die Flagge des Königreichs Portugal auf dem Gebäude der Börse von Porto (1919)

Die Monarchie des Nordens (portugiesisch Monarquia do Norte) war im Frühjahr 1919 der Versuch der Wiederherstellung des Königreichs Portugal und der Abschaffung der seit 1910 bestehenden Portugiesischen Republik durch konterrevolutionäre Kräfte im Norden Portugals. Der abgesetzte König Manuel II. unterstützte den Aufstand nicht. Er lehnte eine Wiederherstellung der Monarchie durch Waffengewalt ab.

## Vorfeld
Die am 5. Oktober 1910 ausgerufene Republik hatte von Anfang an mit Schwierigkeiten zu kämpfen. Instabile Regierungen wechselten in schneller Folge, Anhänger der ehemaligen Monarchie versuchten mehrere Aufstände, zudem putschte mehrmals das Militär. Gleichzeitig verschärfte sich die wirtschaftliche und soziale Lage durch die Teilnahme des Landes am Ersten Weltkrieg, auch wenn man zur Seite der Sieger gehörte. Der Regierungsstil von Präsident Sidónio Pais (1917–1918) führte zu weiteren Spannungen zwischen den verschiedenen Fraktionen. Die Sidonisten teilten sich in Sympathisanten der Rückkehr zur Monarchie und Befürworter des neuen präsidialen Systems. Ihnen gegenüber standen die republikanischen Kräfte, die zurück zum parlamentarischen ursprünglichen System wollten. Bei den Wahlen im April 1918 wurden die Monarchisten nach der Partido Nacional Republicano von Pais zweitstärkste Kraft, weil die drei republikanischen Parteien die Wahl boykottierten. Pais wurde am 14. Dezember 1918 nach seiner Rückkehr von Verhandlungen mit den Monarchisten von einem Gewerkschaftsfunktionär erschossen. Danach herrschte Unklarheit, in welche Richtung sich das Land nun politisch wenden würde.
Am 12. Januar 1919 versuchte der Abgeordnete Francisco Pinto da Cunha Leal mit der republikanischen Revolte von Santarém gegen die seit dem 23. Dezember 1918 amtierende Regierung von João Tamagnini de Sousa Barbosa monarchistischen Tendenzen entgegenzuwirken. Obwohl die Revolte scheiterte, war dies für die Monarchisten eine Warnung, dass die Demokraten wieder zurück an die Macht kommen und das präsidiale System abschaffen könnten.

## Ablauf

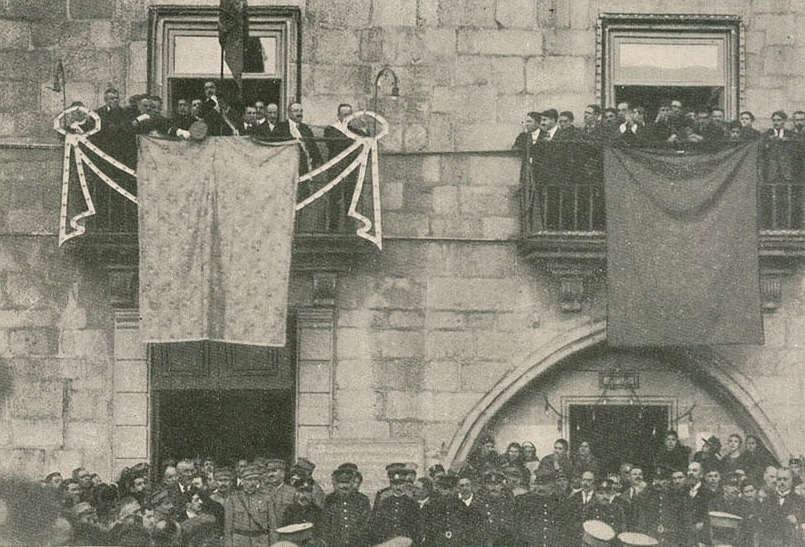
Ausrufung der Monarchie in Viana do Castelo

Am 19. Januar 1919 wurde um ein Uhr nachmittags von Major Eurico Satúrio Pires die Wiederherstellung der Monarchie in Porto vor Soldaten und Zivilisten verkündet. Militärischer Anführer war Hauptmann Paiva Couceiro, der sich bereits zuvor an verschiedenen Verschwörungen gegen die Republik beteiligt hatte. Von Porto aus breitete sich die Bewegung schnell auf die Regionen Douro, Minho, Trás-os-Montes und einen Teil von Beira Alta aus. Viana do Castelo, Lamego und ab dem 24. Januar Estarreja wurden Zentren der Restauration. Nur die Stadt Chaves schloss sich im Norden der Revolte nicht an. Die Grenze zwischen Monarchisten und Republikanern bildete der Rio Vouga. Verbindungen von Estarreja in das südlich gelegene Aveiro wurden unterbrochen.
In Porto bildete sich ein Regierungsrat des Königreichs (portugiesisch Junta Governativa do Reino) mit Paiva Couceiro als Präsident. In Vertretung von Manuel II. übernahm er auch die Regentschaft und rief zum allgemeinen Aufstand gegen die Regierung in Lissabon auf. Weitere Minister des Rates waren Júlio Girão Faria de Morais Sarmento (Visconde von Banho) und Pedro de Barbosa Falcão de Azevedo e Bourbon (Graf von Azevedo), beides Senatoren des Parlaments, der Schriftsteller und ehemalige Minister Luís de Magalhães und Hauptmann António Adalberto Sollari Allegro. Zum Zivilgouverneur wurde Francisco de Almeida Cardoso e Albuquerque (Graf von Mangualde) ernannt, ebenfalls ein Senator.

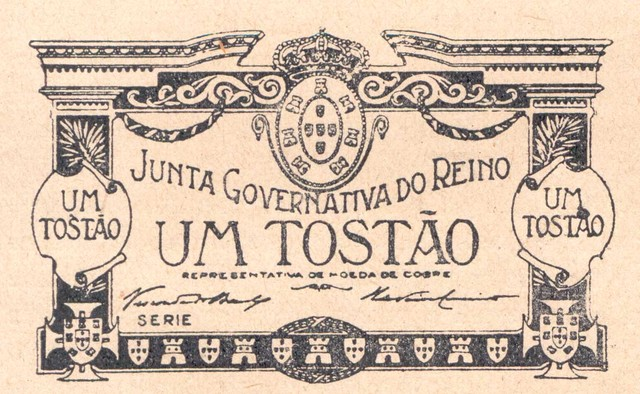
Ein Tostão, ein Geldschein der Monarchie des Nordens

Der Regierungsrat veröffentlichte im eigenen Gesetzesblatt eine Reihe von Beschlüssen. Alle Gesetze, die seit der Gründung der Republik beschlossen worden waren, wurden aufgehoben, darunter die Trennung von Kirche und Staat. Die alten Symbole der Monarchie wie die weiß-blaue Nationalflagge wurden wieder eingeführt und das neue Währungssystem wieder abgeschafft. Dazu gab man eigene Geldscheine aus. Die Posten der Zivilgouverneure wurden durch Monarchisten besetzt, politische und religiöse Exilanten begnadigt und die nach der Abdankung von König Manuel II. am 5. Oktober 1910 entlassenen, ausgewiesenen oder verurteilten Offiziere der Streitkräfte und Beamten wieder eingesetzt. Die Wiedereinführung der Todesstrafe wurde zwar beschlossen, von der Junta aber nicht offiziell in Kraft gesetzt. Diese Unklarheit diente einem Klima des Terrors, bei dem Gruppen bewaffneter Zivilisten unter der Führung von Sollari Allegro Jagd auf Republikaner machten. Diese kamen unter unmenschlichen Bedingungen in Haft und wurden geschlagen und gefoltert. Die Gewalt, die das Regime ausübte, brachte ihr den Namen „Königreich Traulitânia“ ein. Die Gewalttäter nannte man „Trauliteiros“. „Tratear“ bedeutet „foltern“. Dies wurde in einem Kofferwort mit „Pauliteiros“ verbunden, folkloristischen Tänzern aus dem Norden Portugals, die mit einem Stock (portugiesisch pau) tanzen.

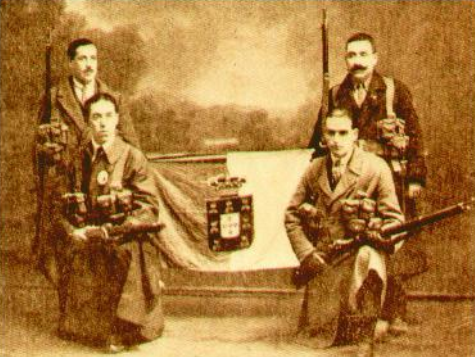
Kämpfer der Monarchie des Nordens

Die Regierung in Lissabon unter João Tamagnini de Sousa Barbosa musste auf Freiwillige zur Bekämpfung der Rebellen zurückgreifen, da die Lissabonner Garnison sich angesichts der politischen Lage für neutral erklärt hatte. Bataillone von bewaffneten Zivilisten wurden aufgestellt. Einige Soldaten schlossen sich ihnen an, so Fähnrich Manuel dos Santos Pimenta, der eine Artilleriebatterie des Regiments in Alcobaça kommandierte.
Die Monarchisten in Lissabon unter Aires de Ornelas verharrten zunächst in Wartestellung, weil Manuel II. sich weigerte, sich der Revolte anzuschließen. Aus Angst vor den Republikanern flüchteten sie aber in der Nacht zum 22. Januar mit mehr als zweitausend Mann in die Festung Monsanto und kündigten die Unterstützung der Rebellion im Norden an. Doch bereits am 24. Januar wurde der Aufstand von Monsanto durch republikanische und Arbeitermilizen, unterstützt von Matrosen und Soldaten, wieder beendet. Für die Niederschlagung hatte man auch die Revoltierenden von Santarém begnadigt.
Am 27. Januar trat Tamagnini Barbosa als Regierungschef zurück. Das Amt übernahm José Carlos de Mascarenhas Relvas, der nun einer Regierung vorstand, der wieder alle drei republikanischen Parteien (Demokraten, Evolutionisten und Unionisten) angehörten. Relvas erklärte als Ziele seiner Regierung die Niederschlagung des monarchistischen Aufstandes und die Einigung der Republik, um sie zu retten. Heftig diskutiert wurde in der Abgeordnetenkammer die Anwesenheit der 47 Monarchisten in beiden Parlamentskammern, auch wenn von ihnen die große Mehrheit nicht mehr anwesend war. Einige waren am Aufstand beteiligt oder bereits inhaftiert, andere auf der Flucht oder wagten es nicht zu den Sitzungen zu erscheinen, aus Angst vor ihren republikanischen Kollegen. Ihr Fehlen führte aber zur Frage, ob man im Parlament noch beschlussfähig sei. Cunha Leal, trotz der Revolte von Santarém weiter Abgeordneter, stellte auch die Frage nach der Pflicht eines Abgeordneten zur Loyalität gegenüber der Republik:

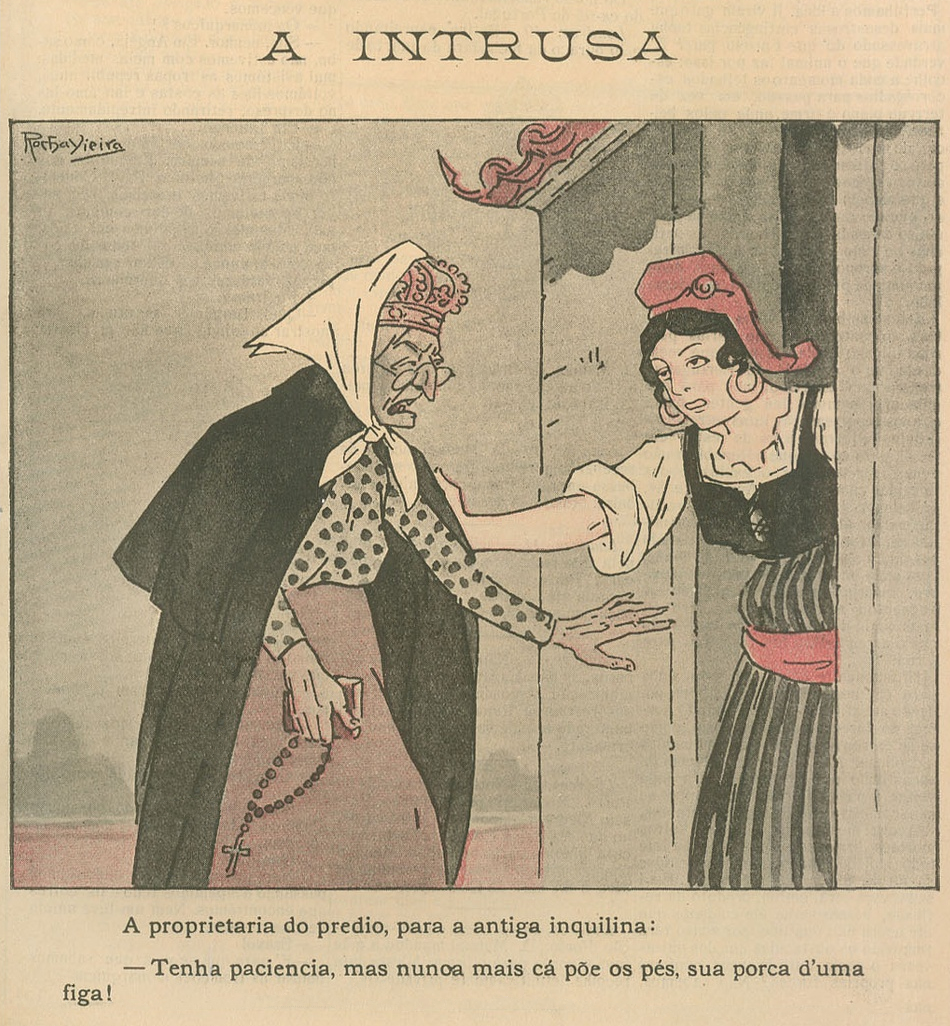
Karikatur von Rocha Vieira
(24. Februar 1919): Die Frau an der Tür, die als Abbild der Republik gekleidet ist, vertreibt eine alte Frau mit einer Krone unter ihrem Kopftuch, die ein Messbuch und einen Rosenkranz in der Hand hält, mit den Worten: „Tut mir leid, aber setz nie wieder einen Fuß hier rein, du Drecksstück!“

«Não pode [sic] ser Senador ou Deputado da República os que se revoltam contra a República. Esta é que é a verdadeira doutrina, e por consequência proponho à Câmara, com toda a lealdade, que trate deste assunto, regulando as situações que são absolutamente anormais, dos Srs. Visconde do Banho e Conde de Azevedo, que continuam sendo Ministros do pseudo-Governo revolucionário existente no Norte e ao mesmo tempo representantes da República no Congresso, o que é uma coisa absurda.»

„Wer sich gegen die Republik auflehnt, kann nicht Senator oder Abgeordneter der Republik sein. Das ist die wahre Doktrin, und deshalb schlage ich der Kammer vor, sich in aller Loyalität mit dieser Angelegenheit zu befassen und die absolut anormale Situation des Herrn Vicomte von Banho und des Grafen von Azevedo zu regeln, die weiterhin Minister der im Norden bestehenden pseudorevolutionären Regierung und gleichzeitig Vertreter der Republik im Kongress sind, was eine absurde Sache ist.“

Die Abgeordnetenkammer beschloss schließlich zwölf monarchistischen Abgeordneten das Mandat zu entziehen, darunter auch Aires de Ornelas. Auch im Senat gab es offene Anfeindungen und vage Beschuldigungen gegen Senatoren, die als Monarchisten angesehen wurden. Cunha Leal warf indes der Regierung vor, nicht genug gegen die Aufständischen zu tun.
Militärisch hatten Monarchisten und republikanische Regierung zunächst ein Gleichgewicht, das wegen logistischer Probleme erst nach und nach auf Seiten der Republik kippte. Eine Stadt der Monarchisten nach der anderen fiel wieder unter republikanische Kontrolle. In den ersten Februartagen eroberten die republikanischen Streitkräfte mehrere Stellungen nördlich des Rio Vouga und am 10. Februar die Gemeinde Salreu. Am 11. Februar begann der Angriff auf Estarreja. Die Republikaner nahmen die Stadt vom Rio Antuã aus unter Beschuss, die Monarchisten hatten sich vor allem im Rathaus verbarrikadiert. Dieses und mehrere andere Gebäude im Stadtzentrum am heutigen Praça Francisco Barbosa (benannt nach dem lokalen Politiker und Vater des Grafen von Azevedo in der Revolutionsjunta) wurden zerstört. Am Bahnhof wurden einige Häuser zerstört, wo man zwei Züge beschoss, die Waffen und Munition hätten abtransportieren sollen. Ein Wasserflugzeug warf zwei Bomben auf die Stadt ab. Daraufhin zogen sich die Monarchisten zurück und die Republikaner besetzten die Stadt. Die Kämpfe hatten auf Seiten der Monarchisten vier Tote gefordert und ein Mädchen aus der Gegend war im Kreuzfeuer umgekommen. Dazu gab es auf beiden Seiten Verwundete zu beklagen.
Am 13. Februar nutzten Mitglieder der Guarda Nacional Republicana (GNR), die in Porto in „Königliche Garde“ (portugiesisch Guarda Real) umbenannt worden war, die Abwesenheit von Paiva Couceiro, Sollari Allegro und dem Großteil der monarchistischen Truppen, um zusammen mit Zivilisten und den Artilleristen unter Manuel dos Santos Pimenta wieder die Kontrolle für die Republik in der Stadt zu übernehmen. Einige Tage später war der gesamte Norden wieder unter republikanischer Kontrolle. Paiva Couceiro floh nach Spanien.

## Folgezeit

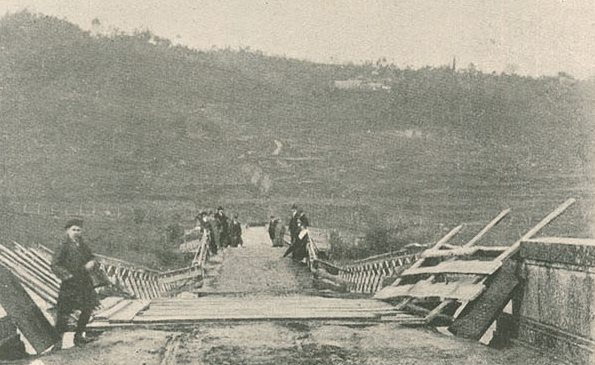
Beschädigungen durch die Kämpfe an der Ponte Hintze Ribeiro

Die drei republikanischen Parteien verfielen nach Ende der Revolte wieder in die alten Kämpfe um die Macht. Portugal blieb politisch instabil. Regierungen wechselten in rascher Folge, ständig gab es Neuwahlen. Der Militärputsch am 28. Mai 1926 beendete schließlich die Republik und führte zur Diktatur des Estado Novo.